# Stará Voda (Město Libavá)

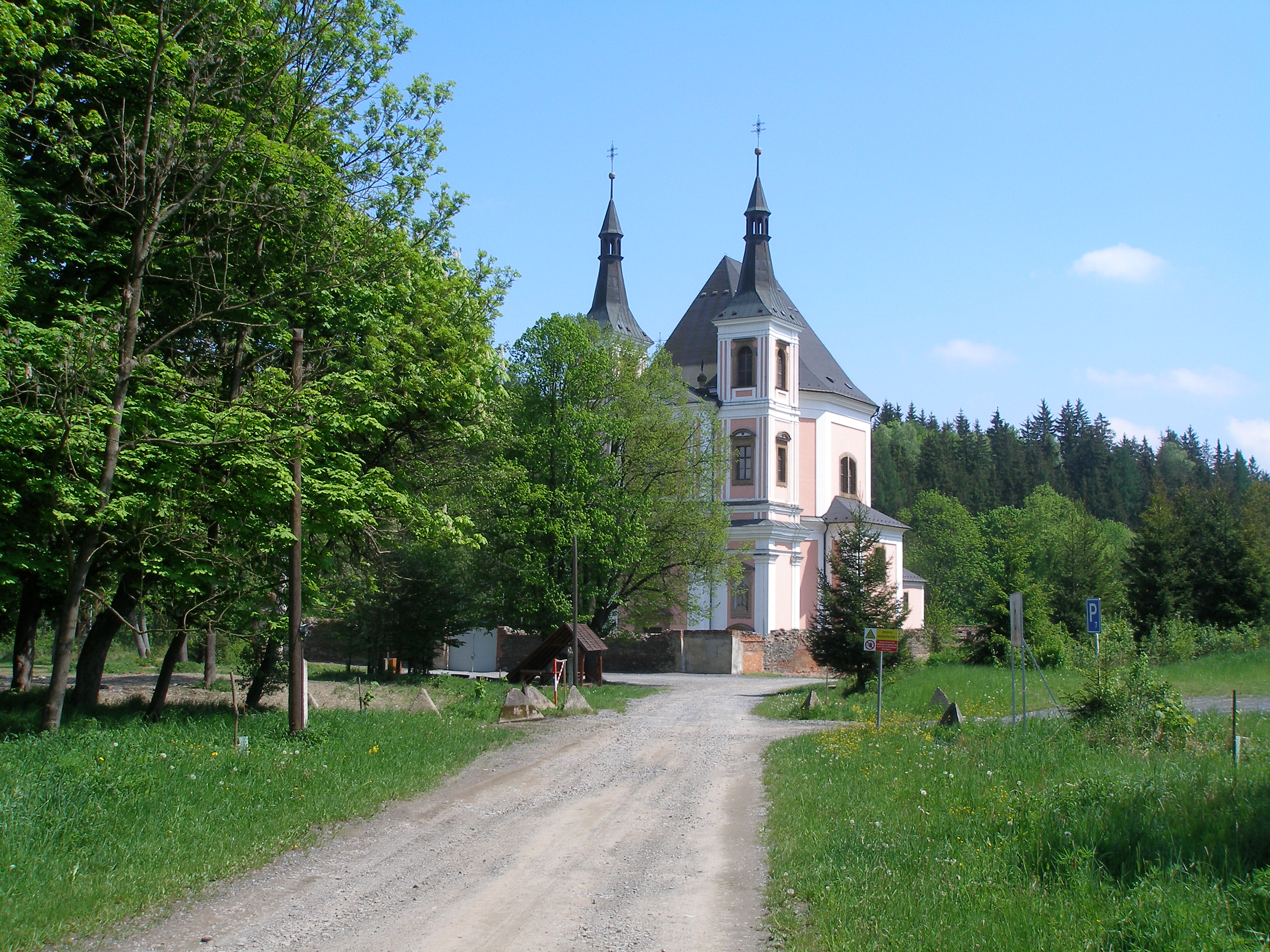
Kirche von Altwasser

Stará Voda (deutsch Altwasser) ist ein verlassener Ort im Okres Olomouc in Tschechien.
Er befindet sich im Tal des Lazský potok in den Oderbergen und gehörte bis zum Zweiten Weltkrieg zum Gerichtsbezirk Liebau im Landkreis Bärn.
Seit 1947 lag er auf dem Truppenübungsplatz Libavá und war nicht mehr öffentlich zugänglich. Es steht lediglich noch die ehemalige Wallfahrtskirche. Seit 2016 bildet Stará Voda eine Grundsiedlungseinheit der Gemeinde Město Libavá.

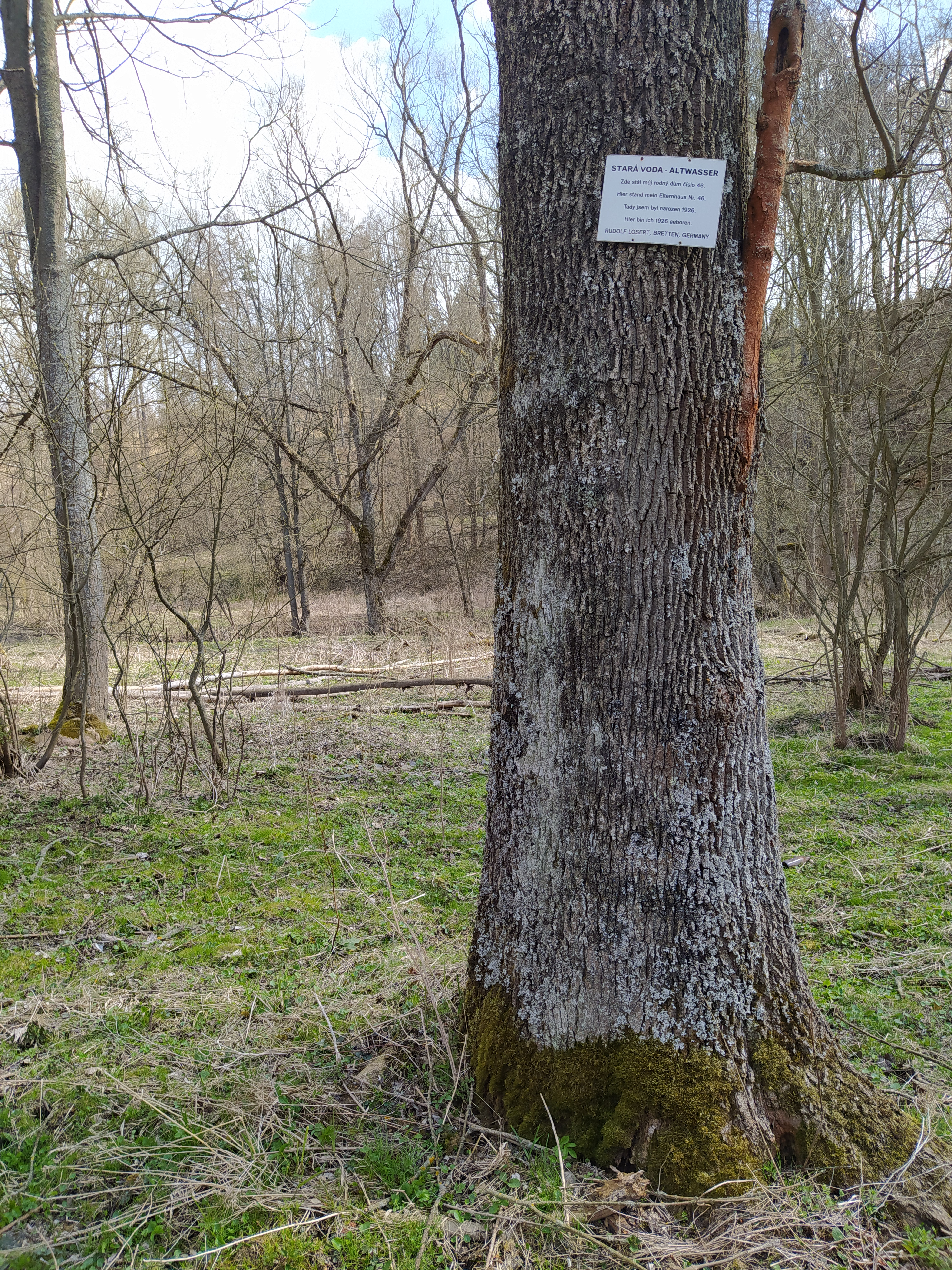